# 사프란 에어크래프트 엔진

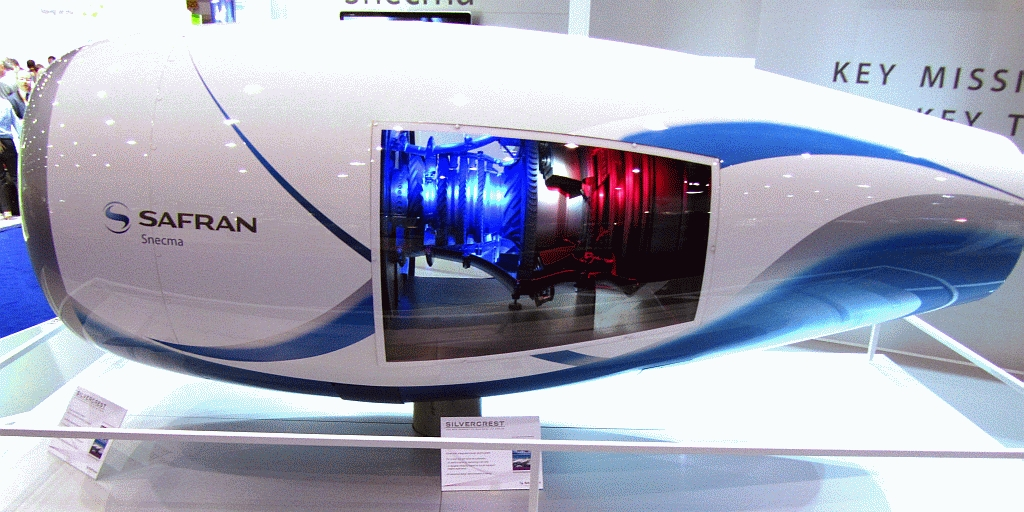

사프란 에어크래프트 엔진(Safran Aircraft Engines, 과거 사명: Snecma, Société nationale d'études et de construction de moteurs d'aviation)은 프랑스의 항공우주 엔진 제조사이다. 꾸르꽁(Courcouronnes)에 본사를 두고 있으며 사프란의 자회사이다. 상업용 및 군용 항공기를 위한 항공기 엔진, 우주발사체와 인공위성을 위한 로켓 엔진을 설계하고 제조하고 유지관리한다.
독자 개발했거나 파트너십을 통해 개발한 잘 알려진 개발품으로는 다소 라팔의 M88 엔진, 콩코드의 올림푸스 593, CFM56/CFM-LEAP, 아리안 5의 벌케인 엔진이 있다.
이 기업의 직원 수는 전 세계 35개 지역, 오피스, MRO 시설에서 약 15,700명이며 매년 평균 약 500개의 특허를 출원한다.